# Militärintervention in Kuba 1906
Die Militärintervention in Kuba 1906 durch US-Truppen erfolgte ab dem 1. Oktober 1906 nach Unruhen auf Kuba und endete im Januar 1909 mit dem Amtsantritt des zweiten gewählten Präsidenten der souveränen Republik Kuba, José Miguel Gómez.

## Vorgeschichte
Nach der Besetzung Kubas durch US-amerikanische Truppen 1898 im Spanisch-Amerikanischen Krieg entstand auf Kuba 1902 das eigenartige Konstrukt einer Republik, der die Souveränität fehlte. Das Platt Amendment wurde 1903/04 in einem Vertrag zwischen den Vereinigten Staaten und Kuba verifiziert. Kernpunkt ist „das Recht der USA, in Kuba, zur Wahrung der kubanischen Unabhängigkeit, zur Erhaltung der Regierung, die den Schutz des Lebens, Eigentums und der individuellen Freiheit garantiert, zu intervenieren“ (Artikel III). Außerdem legt das Platt Amendment in Artikel VII das Recht der USA fest, Landstrecken von Kuba „zu kaufen oder zu pachten“ und als Marinestützpunkte zu nutzen.

## Verlauf
Der 1902 ins Präsidentenamt von Kuba gekommene Tomás Estrada Palma sah seine zweite Amtsperiode aufgrund von Protesten 1906 gefährdet und bat die USA um Intervention. Der US-Kriegsminister William Howard Taft übernahm als Gouverneur von Kuba die Regierung auf Kuba am 1. Oktober 1906 mit Unterstützung von zwei Kriegsschiffen und 5600 Marineinfanteristen. Nach der von den USA erzwungenen Einigung mussten sämtliche aus den angefochtenen Wahlen von 1905 hervorgegangenen Amtsträger zurücktreten, die oppositionellen Aufständischen wurden entwaffnet und amnestiert.
Am 13. Oktober 1906 wurde Charles Edward Magoon Gouverneur von Kuba. Magoon kündigte über seine Herrschaft in Kuba in einem Zeitungsartikel an, er würde die ihm gestellten Aufgaben zur Erhaltung der Verfassung und der Unabhängigkeit Kubas erfüllen. In den Vereinigten Staaten wurde die Aufgabe von Magoon als ein Erhalt des Friedens und als Entwaffnung der Miliz auf Kuba wahrgenommen. Diese zweite Intervention in Kuba galt in den USA als eine frühe humanitäre Friedensmission.
Die US-Intervention endete formal im Januar 1909 mit dem Amtsantritt des zweiten gewählten Präsidenten der souveränen Republik Kuba, José Miguel Gómez.